# Hervás
Hervás è un comune spagnolo di 3 842 abitanti situato nella comunità autonoma dell'Estremadura.
È nota per il Barrio Judio, del XV secolo, dichiarato monumento nazionale: si tratta di un vecchio quartiere ebraico di case popolari a graticcio.